# Ziziphus taylorii
Ziziphus taylorii là một loài thực vật có hoa trong họ Táo. Loài này được (Britton) M.C. Johnst. miêu tả khoa học đầu tiên năm 1964.